# Шестыково
Шестыково (баш. Шестыков) — село в Бирском районе Республики Башкортостан Российской Федерации. Входит в состав Сусловского сельсовета. 

## География

### Географическое положение
Расстояние до:
- районного центра (Бирск): 17 км,
- центра сельсовета (Суслово): 5 км,
- ближайшей ж/д станции (Уфа): 125 км.

## История
В «Списке населенных мест по сведениям 1870 года», изданном в 1877 году, населённый пункт упомянут как деревня Шестыкова 5-го стана Бирского уезда Уфимской губернии. Располагалась при речке Шаде, по левую сторону Сибирского почтового тракта из Уфы, в 15 верстах от уездного города Бирска и в 5 верстах от становой квартиры в деревне Суслова. В деревне, в 14 дворах жили 96 человек (47 мужчин и 49 женщин, мещеряки). Жители занимались земледелием, скотоводством.

## Население
| 2002 | 2009 | 2010 |
| ---- | ---- | ---- |
| 181  | ↗208 | ↗217 |

Согласно переписи 2002 года, преобладающие национальности — татары (51 %), башкиры (44 %).